# Hina Yōmiya
Hina Yōmiya (羊宮 妃那, Yōmiya Hina), née le 26 mars 2000 dans la préfecture de Nara,  est une comédienne de doublage japonaise affiliée avec Aoni Production.

## Biographie
En 2019, elle participe à une audition pour jouer le rôle principal dans la série animée Sakugan. Elle rejoint l'agence de talents Aoni Production l'année suivante.
Elle joue son premier rôle principal en 2021, en prêtant sa voix à Nodoka Yagi dans Selection Project (en). L’année suivante, elle interprète les rôles de Shinju Inui dans Sexy Cosplay Doll, Ginny Fin de Salvan dans The Greatest Demon Lord Is Reborn as a Typical Nobody, et Sakurako Mikage dans À quoi tu joues Ayumu,.
En 2023, elle interprète les rôles de Lainie Cyan dans The Magical Revolution of the Reincarnated Princess and the Genius Young Lady et d’Anna Yamada dans The Dangers in My Heart. En mars 2024, elle fait partie des lauréats du prix lors de la 18e cérémonie des Seiyu Awards.

## Filmographie

### Anime
- 2021 : Selection Project : Nodoka Yagi
- 2022 : My Dress-Up Darling : Shinju Inui
- 2022 : À quoi tu joues, Ayumu ?! : Sakurako Mikage
- 2022 : The Greatest Demon Lord Is Reborn as a Typical Nobody : Ginny Fin de Salvan
- 2023 : TenTen : Lainie Cyan
- 2023 : The Eminence in Shadow :#665
- 2023 : The Dangers in My Heart : Anna Yamada
- 2023 : Oshi no Ko : Minami Kotobuki
- 2023 : Sylvanian Families : Sally Manely
- 2023 : Tonikaku Kawaii: Fly Me to the Moon : Mishio Usa
- 2023 : Tearmoon Empire Story : Eris Littstein
- 2024 : No Longer Rangers : Fighter XX
- 2024 : Mayonaka Punch : Fū
- 2025 : A Couple of Cuckoos 2 : Ai Mochizuki